# Троицкий, Александр Николаевич
Александр Николаевич Троицкий (род. 16 августа 1969, Челябинск) — советский и российский хоккеист, нападающий, защитник. Мастер спорта России. Тренер.

## Биография
Начал заниматься хоккеем в семь лет. Учился в спортивном классе школы № 107. Воспитанник челябинского «Трактора», первый тренер Владимир Угрюмов. В сезоне 1986/87 дебютировал в команде первой лиги «Металлург» Челябинск, в своём первом матче против СК им. Салавата Юлаева (2:1) забил победную шайбу; также провёл один матч за «Трактор» в стыковых матчах. Сезон 1987/88 провёл в «Металлурге» Магнитогорск во второй лиге. Армейскую службу проходил, играя за «Звезду» Чебаркуль и СКА Свердловск (1988—1990). В сезоне 1990/91 провёл четыре матча за «Металлург» Серов в первой лиге и 22 — за «Трактор» в переходном турнире. Играл за «Мечел» (1991/92 — 1992/93), где был переведён из нападения в защиту, за «Заполярник» Норильск (1993/94 — 1995/96). После распада «Заполярника» стал играть за «Трактор»; а сезоне 1996/97 также провёл один матч за «Стинол» Липецк, после начала сезона 1998/99 перешёл в тюменский «Рубин», но вскоре вернулся обратно. Сезон 1999/2000 провёл в WPHL, где до этого выступал в составе «Трактора». Играл за команды «Лейк-Чарльз Айс Пайретс» и «Корпус-Кристи АйсРэйс».
Вернувшись в Россию, выступал за «Гранит» Озёрск и «Трактор» (2000/01), «Энергию» Кемерово (2001/02 — 2005/06), «Зауралье» Курган (2005/06 — 2006/07, 2007/080), «Динамо-Энергию» Екатеринбург и «Кристалл-Югру» (Белоярский, обе — 2006/07), «Шахтёр» Прокопьевск (2008/09 — 2009/10). Закончил играть в 40 лет.
Участник зимней Спартакиады народов СССР 1990 года в составе сборной Урала.
Работал тренером в Челябинске. Затем в течение полугода помогал в клубе «Куньлунь Ред Стар» адаптироваться китайским игрокам, прибывшим из Америки и Канады. В 2018 году по приглашению Олега Гущина, вместе с которым играл в «Энергии» и «Зауралье», стал тренером казахстанского клуба «Кулагер» Петропавловск. С 4 декабря 2019 года по 2021 год — главный тренер клуба. 27 октября 2022 года вошёл в тренерский штаб клуба ВХЛ «Ермак» Ангарск.